# Just Christian Stuß
Just Christian Stuß (auch Justus; * 11. Juni 1725 in Ilfeld; † 24. November 1788 in Waltershausen) war ein deutscher Altphilologe, Schriftsteller und evangelischer Geistlicher.

## Leben
Stuß war der erste Sohn des Ilfelder Prorektors Johann Heinrich Stuß. Er siedelte 1728, als sein Vater einen Ruf als Rektor an das Gothaer Gymnasium illustre annahm, mit über nach Gotha. Dort erhielt er von Friedrich Albrecht Augusti Privatunterricht und besuchte ab 1736 anschließend das Gymnasium illustre am Ort. Neben seinem Vater weckte der Gothaer Lehrer Johann Michael Heusinger seine Begeisterung für alte Sprachen. Diesen widmete er sich neben der Theologie ab 1741 bei seinem Studium an der Universität Göttingen. Durch die Beziehungen seiner Eltern wurde er dort in das philologische Seminar des Hofrats Johann Matthias Gesner aufgenommen und zudem Mitglied der Deutschen Gesellschaft in Göttingen. 1745 verließ er die Universität und wurde Hauslehrer eines Adligen in Cadenberge. Nach dessen Tod kehrte er 1747 zurück nach Gotha. Dort bekam er von Herzog Friedrich eine Anstellung als Pagenhofmeister. Stuß kehrte bereits nach einem Jahr zurück an die Göttinger Universität, an der er mit der Schrift Philosophemata quaedam de fide ad librum IV. Academicorum Ciceronis den Magistergrad erwarb. Die Graduierung fand im Beisein des Königs Georg II. von Großbritannien statt.
Stuß erhielt noch im Herbst 1748 eine Anstellung als Konrektor des Pädagogiums in Ilfeld. 1752 wurde er dort Prorektor. Der Tod seiner Ehefrau bewog ihn, sich wieder der Theologie zuzuwenden. Er wurde in Gotha ordiniert. Am 12. April 1761 trat er eine Stelle als Garnisonsprediger in dieser Stadt an. Nach fünf Jahren, 1766, wurde er Pfarrer und Adjunkt in Molschleben und schließlich 1772 Pfarrer und Superintendent in Waltershausen. In diesem Amt verblieb er bis zu seinem krankheitsbedingten Tod.

## Werke (Auswahl)
- Ad scholasticas declamationes ..., Göttingen 1750.
- Muster und Proben der Teutschen Dichtkunst in den mehresten Arten der Poesie, die aus den Arbeiten neuerer Dichter gesammlet sind, 2 Bände, Groß, Nordhausen und Leipzig 1755–1756.
- Schreiben an den Hrn. G. S. L**, Ueber das Leben und die Meynungen des Herrn Magister Sebaldus Nothanker, Gotha 1774.
- Nachrichten von dem vieljährigen Rectore der Herzogl. Landschule zu Gotha, Herrn Joh. Heinr. Stuß, als einem Gelehrten, Schulmanne und seltenem Greise, zum Denkmahl kindlicher Liebe, Boßiegel, Göttingen 1776.